# Janasówki
Janasówki (ok. 325 m) – płytka przełęcz w grzbiecie głównym Pasma Sowińca, pomiędzy Sowińcem (352 m) a Ostrą Górą (ok. 347 m). Znajduje się w obrębie miasta Kraków, należy do makroregionu Bramy Krakowskiej.
Przełęcz znajduje się w Lesie Wolskim. Przebiega przez nią Aleja do Kopca (od skrzyżowania pod Ostrą Górą w Lesie Wolskim do Kopca Piłsudskiego).